# نبرد اورشا
این نبرد در ۸ سپتامبر ۱۵۱۴ میان امپراتوری لهستان لیتوانی و حکومت مسکوی یا (روسیه) در محلی به نام اورشا رخ داد. این جنگ توسط روس‌ها برای به دست آوردن اراضی که قبلاً تحت حکومت روسها بودند. آغاز شد. در این نبرد قوای روس ۸۰٫۰۰۰ نفر و ۳۰۰ توپ بودند ولی قوای لهستان لیتوانی ۳۰٫۰۰۰ نفر و ۳۰۰ توپ در اختیار داشتند. با این حال قوای روس شکست سختی خوردند.

## پایان
نیروهای لیتوانی و لهستان در تعقیب سربازان شکست خوردهٔ روسی توانستند بسیاری از مناطق و اسرای خود را آزاد کنند و پیشرفت روس‌ها به مدت ۴ سال متوقف شد.
در دسامبر ۱۵ ۱۴ سربازان پیروزمندانه به ویلنیوس بازگشتند و به افتخار آن‌ها دو کلیسای ارتودوکس ساخته شد. یکی کلیسای تثلیث مقدس و دیگری کلیسای سنت نیکلاس که به عنوان نمونه‌های چشمگیری از معماری در لیتوانی باقی‌ماندند.

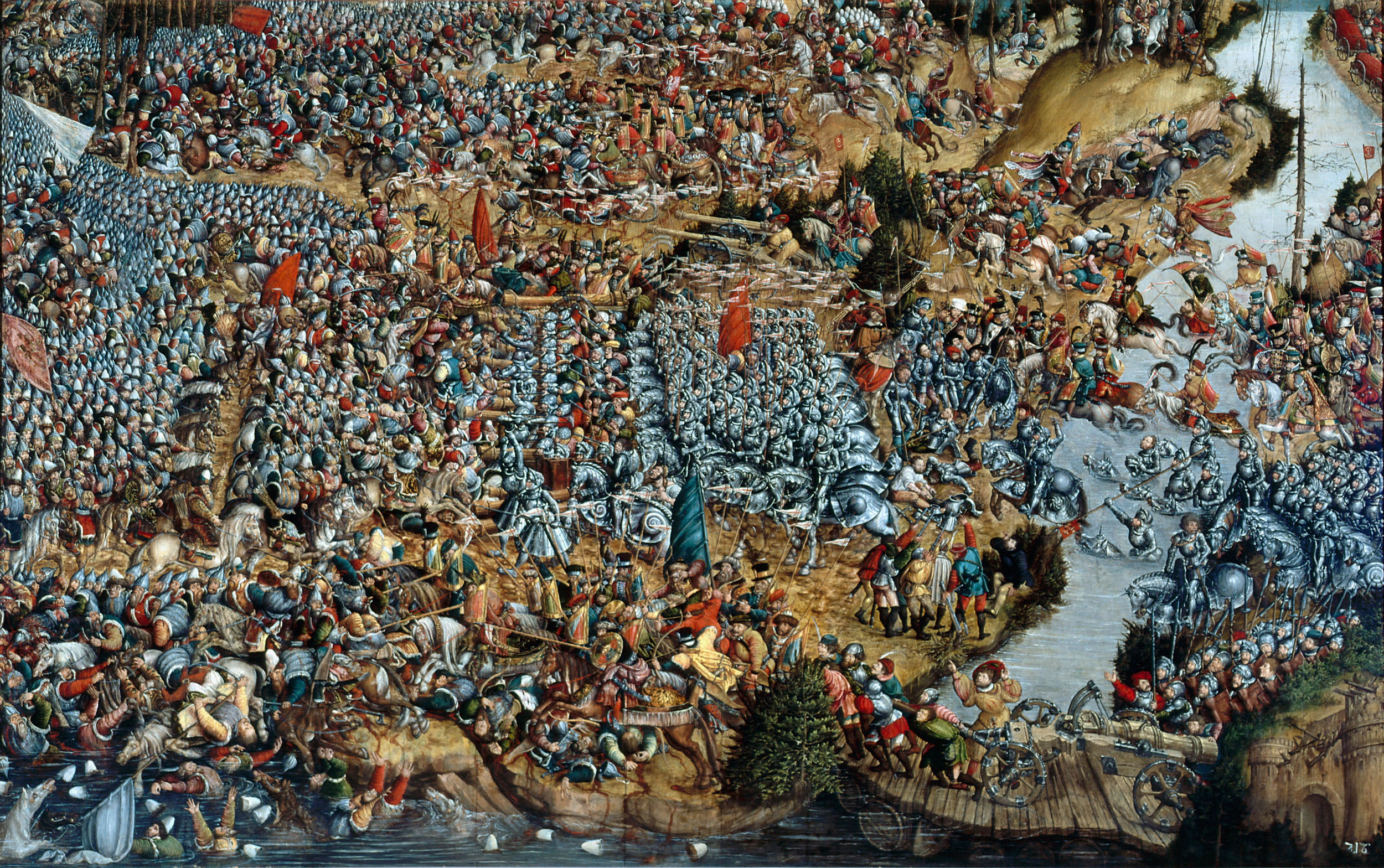
نبرد اورشا